# Pseudomyxome péritonéal
Pour les articles homonymes, voir Pseudomyxome.
 Mise en garde médicale
Le pseudomyxome péritonéal, parfois nommé maladie gélatineuse du péritoine ou ascite gélatineuse du péritoine, est une maladie rare qui a été décrite pour la première fois en 1842 par Karel Rokitansky. Mais ce n'est qu'en 1884 que le Pr R. Werth (de), un gynécologue allemand, lui donne officiellement le nom de Pseudomyxome péritonéal, ou PMP.

## Épidémiologie
Son incidence, très faible, est estimée en Angleterre et aux États-Unis à un par million par an. Cependant, une étude datée de 2008 de Smeenk estime cette incidence plus proche de deux par million par an. L'incidence au cours d'une laparotomie est de 2 pour 10 000.
Certaines études ont montré une incidence plus importante chez la femme,,,
L'âge au moment du diagnostic varie de 20 à 80 ans.

## Définition: physiopathologie
La maladie gélatineuse du péritoine est due à une tumeur à la limite de la bénignité et de la malignité. La tumeur est le plus souvent développée aux dépens de l'appendice intestinal et de l'ovaire.
Le pseudomyxome péritonéal n'est pas à proprement parler une pathologie péritonéale primitive.
En 1995, l'étude multicentrique de l'Hôpital Johns-Hopkins a affirmé que 95 % des pseudomyxomes étaient d'origine appendiculaire. Un adénome sous-muqueux de l'appendice serait à l'origine du pseudomyxome. Cet adénome, qui obstruerait l'appendice, entraînerait une accumulation de mucus, puis une rupture volontiers peu symptomatique.
On retrouve la présence d'une ascite gélatineuse. Le mucus à faible contenu cellulaire est l'élément constitutionnel principal. Il présente les caractéristiques histologiques d'un adénocarcinome de bas grade.
La classification exacte du pseudomyxome pour un malade donné est complexe. En effet, plusieurs grades peuvent coexister au sein de la cavité péritonéale. Cependant, quel que soit le grade, on ne considère jamais cette pathologie comme bénigne car son évolution, à plus ou moins long terme, est toujours létale.
Après rupture d'une tumeur appendiculaire ou d'un mucocèle appendiculaire, les cellules productrices de mucine s'implantent dans la cavité péritonéale. Les cellules mucineuses et la mucine prolifèrent alors et s'accumulent dans la cavité péritonéale au gré des courants de réabsorption des liquides péritonéaux et de la simple gravité, du fait de l'absence de capacité d'adhésion. Ce mode évolutif a été nommé « phénomène de redistribution ».

## Clinique et diagnostic
La symptomatologie est non spécifique. Distension abdominale, douleur pseudo appendiculaire, hernie inguinale symptomatique, troubles intestinaux aspécifiques, découverte fortuite, … Le plus souvent, les patients consultent pour une distension abdominale d'apparition progressive, ou des douleurs abdominales, sans altération de l'état général. Plus rarement, on peut observer nausées ou vomissements.
Le diagnostic souvent posé tardivement peut être suspecté sur les scanners.
Les marqueurs tumoraux, ACE et CA 19.9, sont parfois élevés et si leur apport pronostique n'est pas clairement démontré, ils sont utiles dans le dépistage d'une récidive.
Lors de la ponction, on retrouvera un liquide très dense, riche en protéines (liquide exsudatif), très difficile à évacuer.
Au scanner ou à l'échographie, le pseudomyxome est le plus souvent cloisonné. On observe des encoches au niveau hépatique et/ou splénique, très évocatrices de la maladie.
L'évolution de la maladie est le plus souvent la récidive après évacuation. Les métastases ganglionnaires ou à distance restent exceptionnelles.

## Traitement
L'étiologie de la maladie étant inconnue, le traitement est principalement symptomatique et repose sur l'évacuation du liquide.
Le traitement actuel de référence consiste à associer une chirurgie de cytoréduction et une chimiothérapie hyperthermique intrapéritonéale (CHIP). D'excellents résultats de survie, dans les formes de bas grade comme dans les formes de haut grade, ont été observés,,.
Malheureusement, la maladie péritonéale étant souvent très étendue, ce traitement lourd ne peut être proposé qu'à des patients en excellent état général. En effet, le risque de mortalité et de morbidité post-opératoire n'est pas négligeable.

## Évolution et surveillance
Longtemps considéré comme une pathologie border line, le pseudomyxome doit aujourd'hui être considéré comme une pathologie maligne. En effet, son évolution est létale à plus ou moins long terme, en l'absence de traitement optimal associant chirurgie de cytoréduction et chimiothérapie intrapéritonéale.